# Unió Internacional de Telecomunicacions
International Telecommunication Union (ITU) o Unió Internacional de Telecomunicacions (UIT) és l'organisme especialitzat de les Nacions Unides encarregat de regular les telecomunicacions, a nivell internacional, entre les diferents Administracions i Empreses Operadores. Instituït l'any 1865 com la Unió Telegràfica Internacional. Amb els anys, aquesta organització ha evolucionat incorporant la vessant telefònica, més tard esdevenint una agència especialitzada de les Nacions Unides, fins a ser l'organització que ara coneixem.
Està compost per tres sectors:
- UIT-T: Sector de Normalització de les Telecomunicacions (abans CCITT).
- UIT-R: Sector de Normalització de les Radiocomunicacions (abans CCIR). Reglament de Radiocomunicacions de la UIT
- UIT-D: Sector de Desenvolupament de les Telecomunicacions.

La seu de la UIT es troba a Ginebra (Suïssa).
Sector de la Normalització
En general, la normativa generada per la UIT està continguda en un ample conjunt de documents anomenats Recomanacions, agrupats per Sèries.
Cada sèrie està composta per les Recomanacions corresponents a un mateix tema, per exemple Tarifació, Manteniment, etc.
Encara que en les Recomanacions mai s'"ordena", sinó que solament es "recomana", el seu contingut, a nivell de relacions internacionals, és considerat com a mandatori per a les Administracions i Empreses Operadores.
Una de les recomanacions més conegudes del gran públic és la E.164 que estableix els codis telefònics de país (Espanya - 34, França - 33, etc.) i que són gestionats pel Sector de la Normalització de la UIT.
Sector de les Radiocomunicacions
Aquest sector s'ocupa de gestionar l'espectre de freqüències que serà després utilitzat pels satèl·lits.
Sector del Desenvolupament
Aquest sector proveeix ajuda tècnica als països considerats en desenvolupament en el camp de les telecomunicacions enviant experts al país o bé organitzant i a vegades finançant la formació d'experts del país en qüestió per permetre'ls de tornar després i utilitzar els coneixements adquirits en la millora de les infraestructures de telecomunicacions. La importància d'aquesta ajuda és manifesta sobretot en cas de guerres i desastres naturals.